# Un vrai schnock
Pour les articles homonymes, voir Schnock.
Pour plus de détails, voir Fiche technique et Distribution.
Un vrai schnock (The Jerk) est un film américain réalisé par Carl Reiner, sorti en 1979.

## Synopsis
Navin Johnson, légèrement attardé de 40 ans et seul blanc au sein d'une famille noire, connaît son premier drame sentimental. Sa mère lui apprend qu'il est un enfant adopté. Il décide alors, choqué, de quitter la famille pour tenter d'aller faire fortune à St-Louis.

## Fiche technique
- Titre français : Un vrai schnock
- Titre original : The Jerk
- Réalisation : Carl Reiner
- Scénario : Steve Martin et Carl Gottlieb
- Production : William E. McEuen et David V. Picker
- Musique : Jack Elliott (en)
- Photographie : Victor J. Kemper
- Montage : Bud Molin
- Costumes : Theadora Van Runkle
- Société de distribution : Universal Pictures
- Pays de production :  États-Unis
- Langue : anglais
- Format : Couleurs - 1,85:1 - Mono - 35mm
- Genre : Comédie
- Durée : 94 minutes
- Dates de sortie :
  - États-Unis : 14 décembre 1979
  - France : 2 juillet 1980

## Distribution
- Steve Martin (VF : Francis Lax) : Navin R. Johnson
- Bernadette Peters (VF : Jeanine Forney) : Marie Kimble Johnson
- Catlin Adams (VF : Annie Balestra) : Patty Bernstein
- Mabel King (VF : Thamila Mesbah) : la mère
- Richard Ward (VF : Robert Liensol) : le père
- Dick Anthony Williams : Taj Johnson
- Bill Macy (VF : Philippe Dumat) : Stan Fox
- M. Emmet Walsh (VF : Jacques Dynam) : le fou
- Dick O'Neill (VF : Nicolas Vogel) : Frosty
- Maurice Evans (VF : Henri Labussière) : Hobart, le majordome de Navin
- Ren Woods (VF : Maïk Darah) : Elvira Johnson
- Pepe Serna (VF : Pierre Hatet) : le voyou à la station-service
- Jackie Mason (VF : Gérard Hernandez) : Harry Hartounian
- David Landsberg (VF : Jacques Ciron) : le directeur de la banque
- Domingo Ambriz (VF : Jacques Chevalier) : le père De Cordoba
- Richard Foronjy (VF : Albert Augier) : l'autre affairiste
- Lenny Montana (VF : Jacques Richard) : l'affairiste d'allure mafieuse
- Carl Gottlieb : McGinty alias « Couilles de Fer »
- Clete Roberts (VF : Jean Michaud) : le présentateur télé
- Frances E. Williams (VF : Marie Francey) : la grand-mère Johnson
- Niko Denise Holmes (VF : Daniel Kamwa) : Satch Johnson
- Shawn Harris (VF : Linette Lemercier) : Pierre Johnson
- Trinidad Silva (VF : Serge Sauvion) : l'autre voyou
- Maurice Marsac (VF : Georges Atlas) : le serveur français
- Carl Reiner (VF : William Sabatier) : lui-même
- Flower Parry (VF : Paula Dehelly) : la cliente du salon d'esthétique (non créditée)
- Rob Reiner (VF : Georges Aubert) : le conducteur du camion qui prend Navin (non crédité)
- William Schallert (VF : René Arrieu) : le juge M.A. Loring (non crédité)

## Autour du film
Un vrai schnock est le premier film avec Steve Martin dans le rôle principal.
.
On peut voir un extrait du film dans La Chute Du Faucon Noir quand le lieutenant Beals fait une crise.....